# Puchar Świata w skeletonie 1997/1998
Sezon 1997/1998 Pucharu Świata w skeletonie – 12. sezon Pucharu Świata w skeletonie. Rozpoczął się 7 grudnia 1997 roku w La Plagne, we Francji. Ostatnie zawody z tego cyklu zostały rozegrane 7 lutego 1998 roku w Kanadzie, w Calgary. Rozegranych zostało 7 konkursów: 3 konkursy kobiet i 4 mężczyzn.
Wśród kobiet najlepsza była Szwajcarka - Maya Bieri, zaś wśród mężczyzn zwyciężył Niemiec Willi Schneider.

## Kalendarz Pucharu Świata
| Lp.                                    | Data                | Miejscowość | Konkurencja | 1. miejsce         | 2. miejsce      | 3. miejsce      |
| -------------------------------------- | ------------------- | ----------- | ----------- | ------------------ | --------------- | --------------- |
| 1.                                     | 7 grudnia 1997      | La Plagne   | Mężczyźni   | Willi Schneider    | Ryan Davenport  | Felix Poletti   |
| 1.                                     | 7 grudnia 1997      | La Plagne   | Kobiety     | Maya Bieri         | Steffi Hanzlik  | Ursi Walliser   |
| 2.                                     | 12 grudnia 1997     | Winterberg  | Mężczyźni   | Willi Schneider    | Ryan Davenport  | Alain Wicki     |
| 2.                                     | 12 grudnia 1997     | Winterberg  | Kobiety     | Maya Bieri         | Susan Speiran   | Ursi Walliser   |
| 3.                                     | 16-17 stycznia 1998 | Igls        | Mężczyźni   | Mario Guggenberger | Willi Schneider | Franz Plangger  |
| Mistrzostwa Świata 1998 – Sankt Moritz |                     |             |             |                    |                 |                 |
| 4.                                     | 7 lutego 1998       | Calgary     | Mężczyźni   | Ryan Davenport     | Jeff Pain       | Willi Schneider |
| 4.                                     | 7 lutego 1998       | Calgary     | Kobiety     | Steffi Hanzlik     | Susan Speiran   | Michelle Kelly  |

## Klasyfikacja

### Kobiety
| lp. | zawodnik              | kraj              | punkty |
| --- | --------------------- | ----------------- | ------ |
| 1.  | Maya Bieri            | Szwajcaria        | 68     |
| 2.  | Steffi Hanzlik        | Niemcy            | 67     |
| 3.  | Susan Speiran         | Kanada            | 67     |
| 4.  | Ursi Walliser         | Szwajcaria        | 40     |
| 5.  | Alex Hamilton         | Wielka Brytania   | 40     |
| 6.  | Juleigh Walker        | Stany Zjednoczone | 31     |
| 7.  | Astrid Ebner          | Austria           | 26     |
| 8.  | Aya Shibata           | Japonia           | 26     |
| 9.  | Mellisa Hollingsworth | Kanada            | 24     |
| 10. | Diana Sartor          | Niemcy            | 20     |

### Klasyfikacja końcowa Pucharu Narodów w skeletonie
| Poz. | Państwo           | Pkt |
| ---- | ----------------- | --- |
| 1.   | Szwajcaria        | 115 |
| 2.   | Kanada            | 93  |
| 3.   | Niemcy            | 87  |
| 4.   | Wielka Brytania   | 58  |
| 5.   | Japonia           | 49  |
| 6.   | Stany Zjednoczone | 38  |
| 7.   | Austria           | 26  |
| 8.   | Australia         | 11  |
| 9.   | Norwegia          | 9   |
| =10. | Liechtenstein     | 4   |
| =10. | Hiszpania         | 4   |

### Mężczyźni
| lp. | zawodnik           | kraj              | punkty |
| --- | ------------------ | ----------------- | ------ |
| 1.  | Willi Schneider    | Niemcy            | 214    |
| 2.  | Kazuhiro Koshi     | Japonia           | 191    |
| 3.  | Andy Böhme         | Niemcy            | 181    |
| 4.  | Ryan Davenport     | Kanada            | 180    |
| 5.  | Kristan Bromley    | Wielka Brytania   | 180    |
| 6.  | Mario Guggenberger | Austria           | 173    |
| 7.  | Chris Soule        | Stany Zjednoczone | 167    |
| 8.  | Jeff Pain          | Kanada            | 163    |
| 9.  | Walter Stern       | Austria           | 158    |
| 10. | Jimmy Shea         | Stany Zjednoczone | 141    |

### Klasyfikacja końcowa Pucharu Narodów w skeletonie
| Poz. | Państwo           | Pkt |
| ---- | ----------------- | --- |
| 1.   | Niemcy            | 395 |
| 2.   | Kanada            | 352 |
| 3.   | Austria           | 350 |
| 4.   | Szwajcaria        | 347 |
| 5.   | Stany Zjednoczone | 328 |
| 6.   | Wielka Brytania   | 326 |
| 7.   | Japonia           | 230 |
| 8.   | Włochy            | 210 |
| 9.   | Francja           | 178 |
| 10.  | Norwegia          | 178 |